# Galeruca pomonae
Galeruca pomonae är en skalbaggsart som först beskrevs av Giovanni Antonio Scopoli 1763.  Galeruca pomonae ingår i släktet Galeruca, och familjen bladbaggar. Enligt den svenska rödlistan är arten sårbar i Sverige. Arten förekommer i Götaland, Gotland, Öland, Svealand, Nedre Norrland och Övre Norrland. Artens livsmiljö är jordbrukslandskap, stadsmiljö.

## Bildgalleri

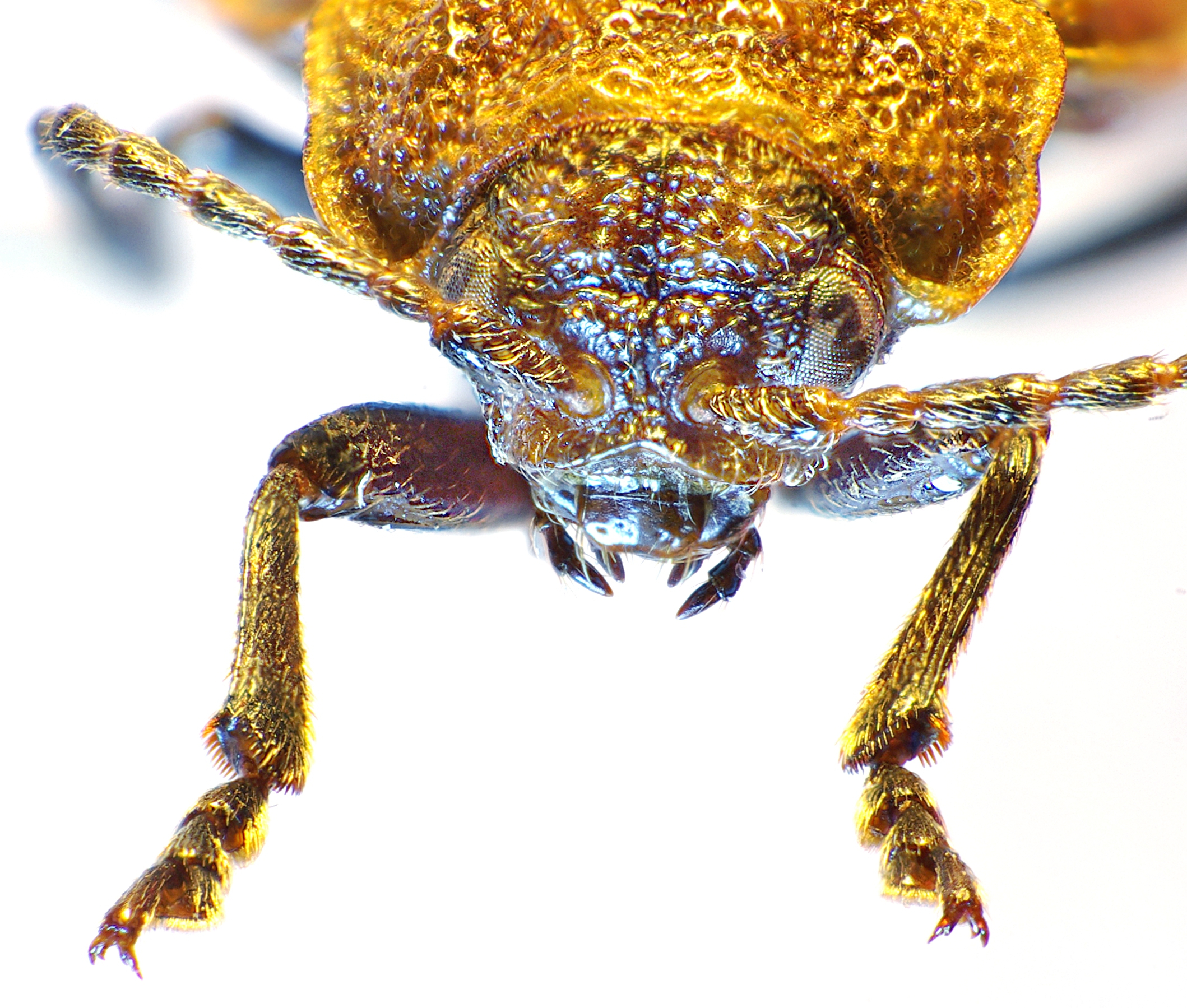
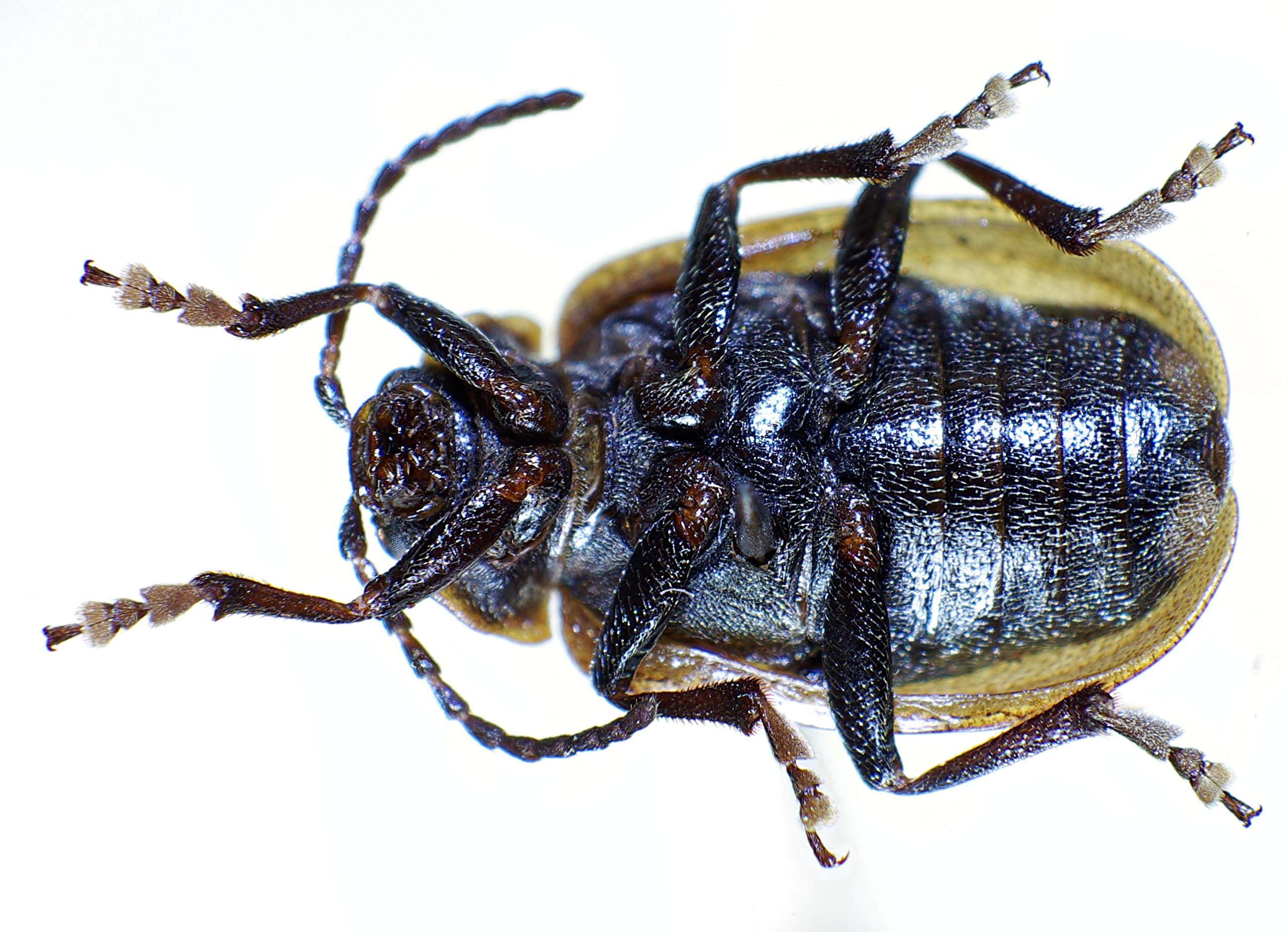
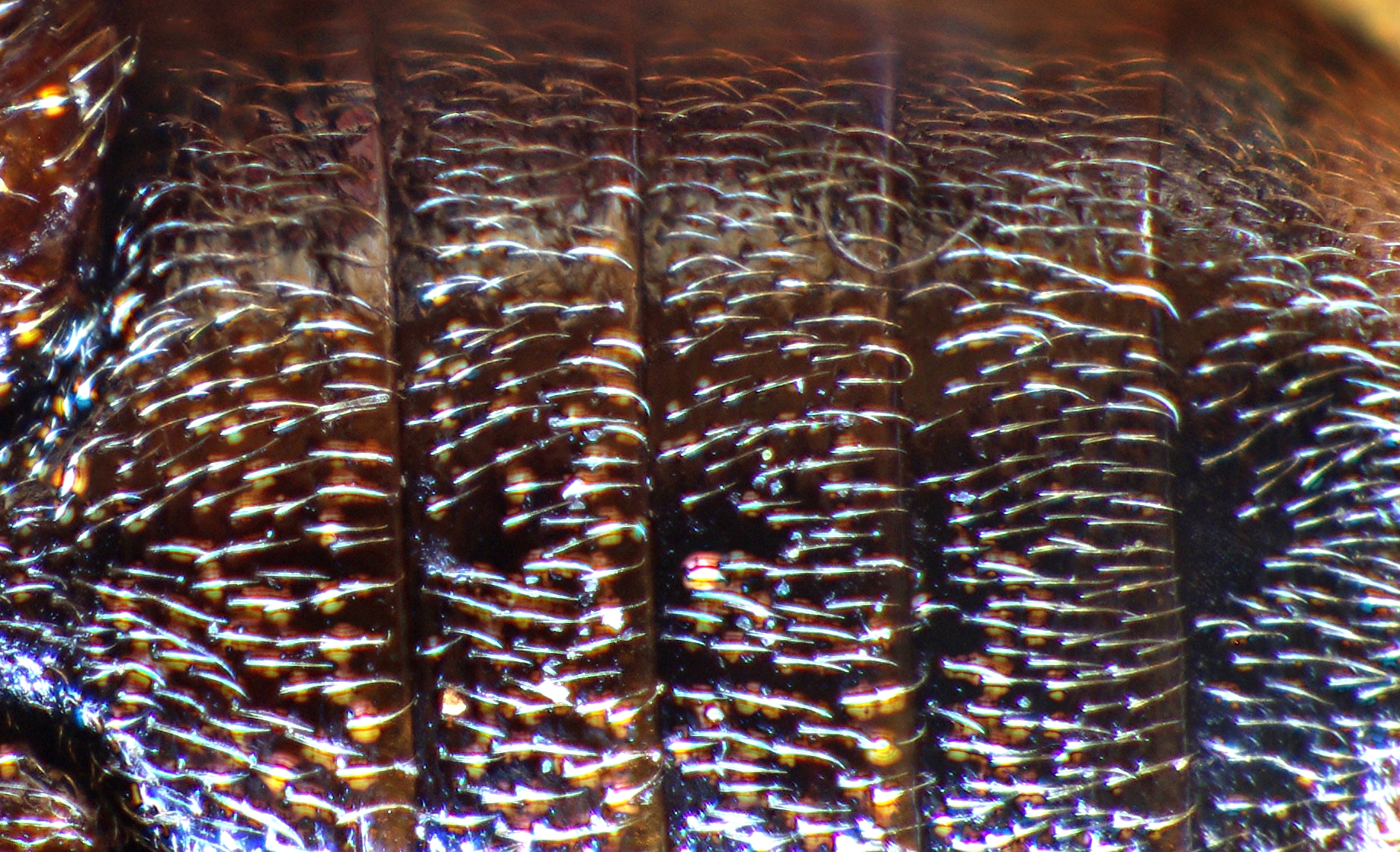
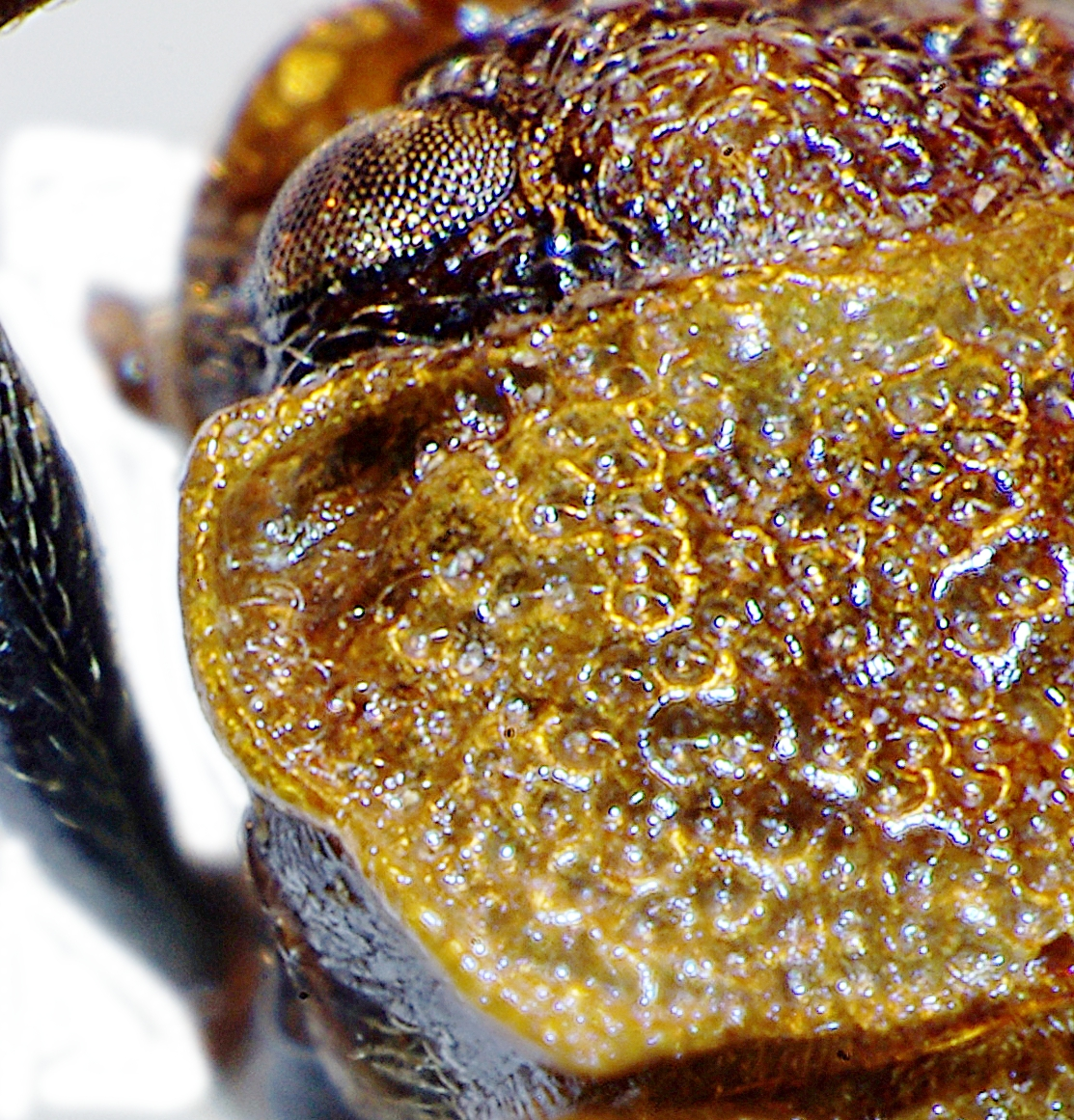
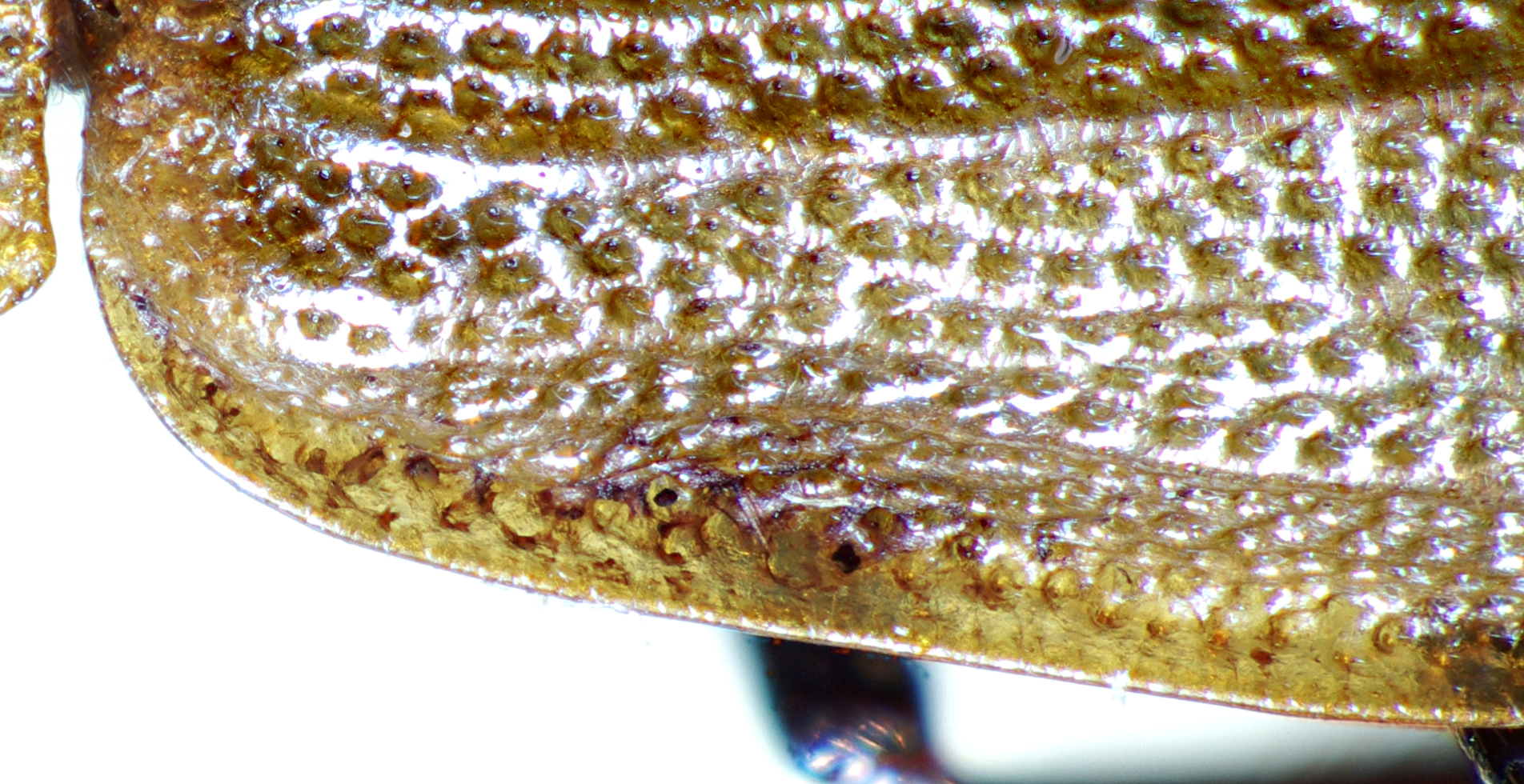
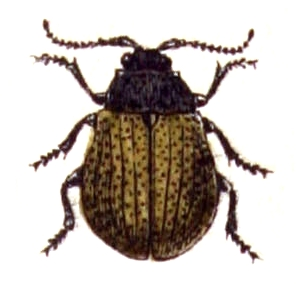